# Goodenia blackiana
Goodenia blackiana är en tvåhjärtbladig växtart som beskrevs av R.C. Carolin. Goodenia blackiana ingår i släktet Goodenia och familjen Goodeniaceae. Inga underarter finns listade i Catalogue of Life.